# Мале Окунево
Мале О́кунево (рос. Малое Окунево) — присілок у складі Мішкинського району Курганської області, Росія. Входить до складу Гладишевської сільської ради.
Населення — 172 особи (2010, 232 у 2002).